# Pleasure (裕未瑠華の曲)
「pleasure」（プレジャー）は、裕未瑠華の通算3枚目のシングル。1997年11月21日にキングレコードよりリリースされた。

## 解説
前作「endless wave」より2ヵ月後のリリース。「pleasure」はテレビ東京系アメリカドラマ『ザ・プリテンダー 仮面の逃亡者』イメージソングに起用された。1999年にリリースされた5枚目のシングル「flower」では「pleasure (1999mix)」が収録された。

## 収録曲
1. pleasure
  - テレビ東京『ザ・プリテンダー 仮面の逃亡者』イメージソング
  - 作詞：杉岡芳樹、作曲：川本盛文
2. sweet poison
  - 作詞：坪井春樹、作曲：新井理生
3. pleasure (Instrumental)
4. sweet poison (Instrumental)